# Königlich ungarischer Hofzug

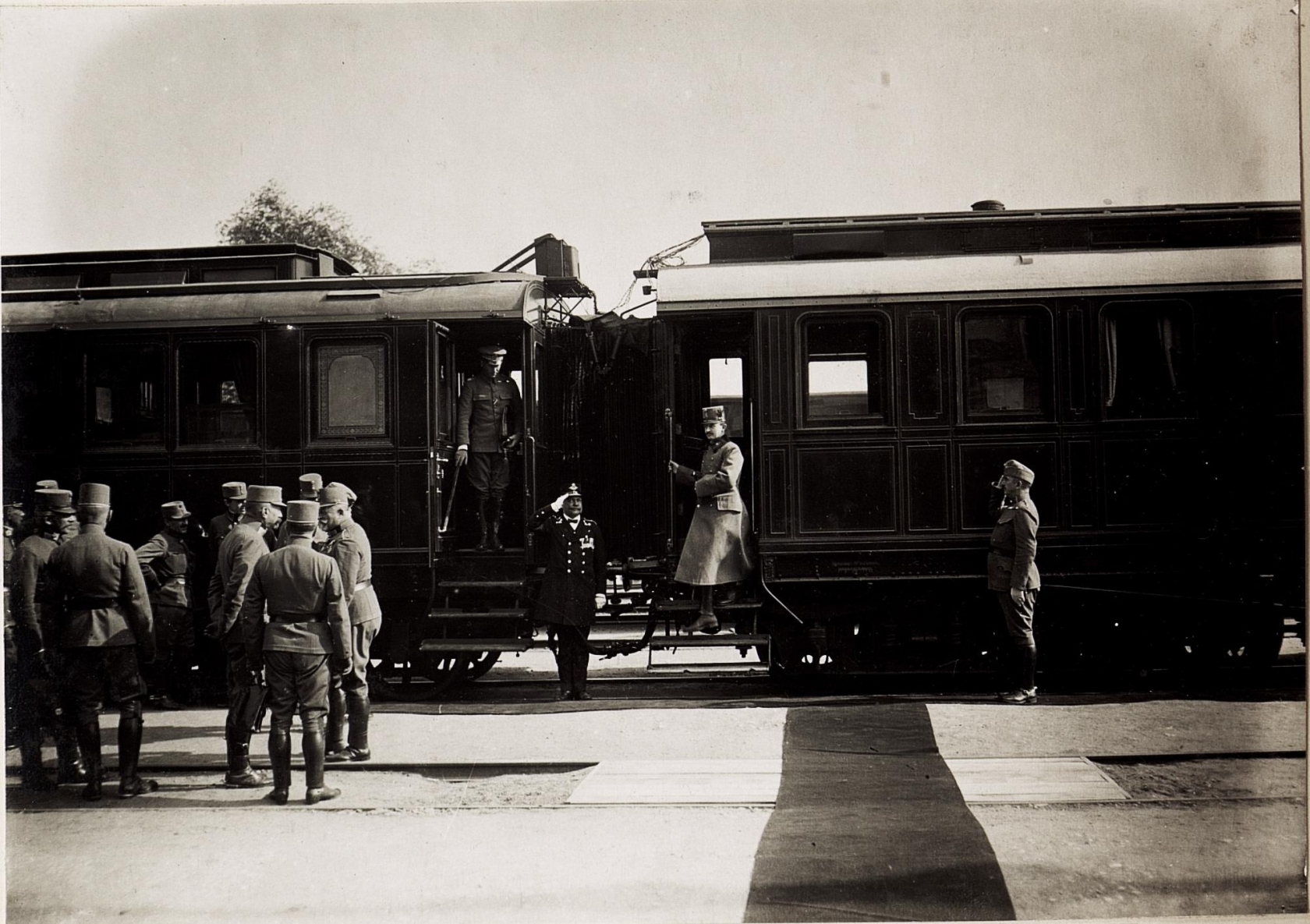
Kaiser und König Karl entsteigt dem ungarischen Hofsalonwagen (22. Juli 1917)

Beim königlich ungarischen Hofzug handelte es sich um den Hofzug des Königreichs Ungarn.

## Vorgeschichte
Bis 1867 war das Königreich Ungarn ein Teil des Kaisertums Österreich und erlangte erst mit dem Ausgleich von 1867 eine Gleichstellung mit Österreich. Beide Länder waren nun in einer Personalunion verbunden. Vor der Verstaatlichung der ungarischen Eisenbahnen durch die MÁV 1891 wurde das Eisenbahnnetz zum Großteil von Privatbahnen, darunter die großen Gesellschaften Österreichisch-Ungarische Staatseisenbahn-Gesellschaft (StEG) und Südbahn-Gesellschaft (Déli Vaspályatársaság), betrieben. Ebenso uneinheitlich war der Einsatz von Salonwagen für den König und den Hof, zumeist wurden österreichische Wagen der jeweiligen Privatbahnen verwendet. 1871 wurde der erste ungarische Salonwagen für König Franz Joseph I. (ungarisch: I. Ferencz József) in Budapest gebaut.
Königin Elisabeth nutzte auf ihren Reisen zumeist ihre 1873 gebauten und bei der StEG eingestellten Salonwagen des k.u.k Hofzuges.

## Erster Hofzug 1884

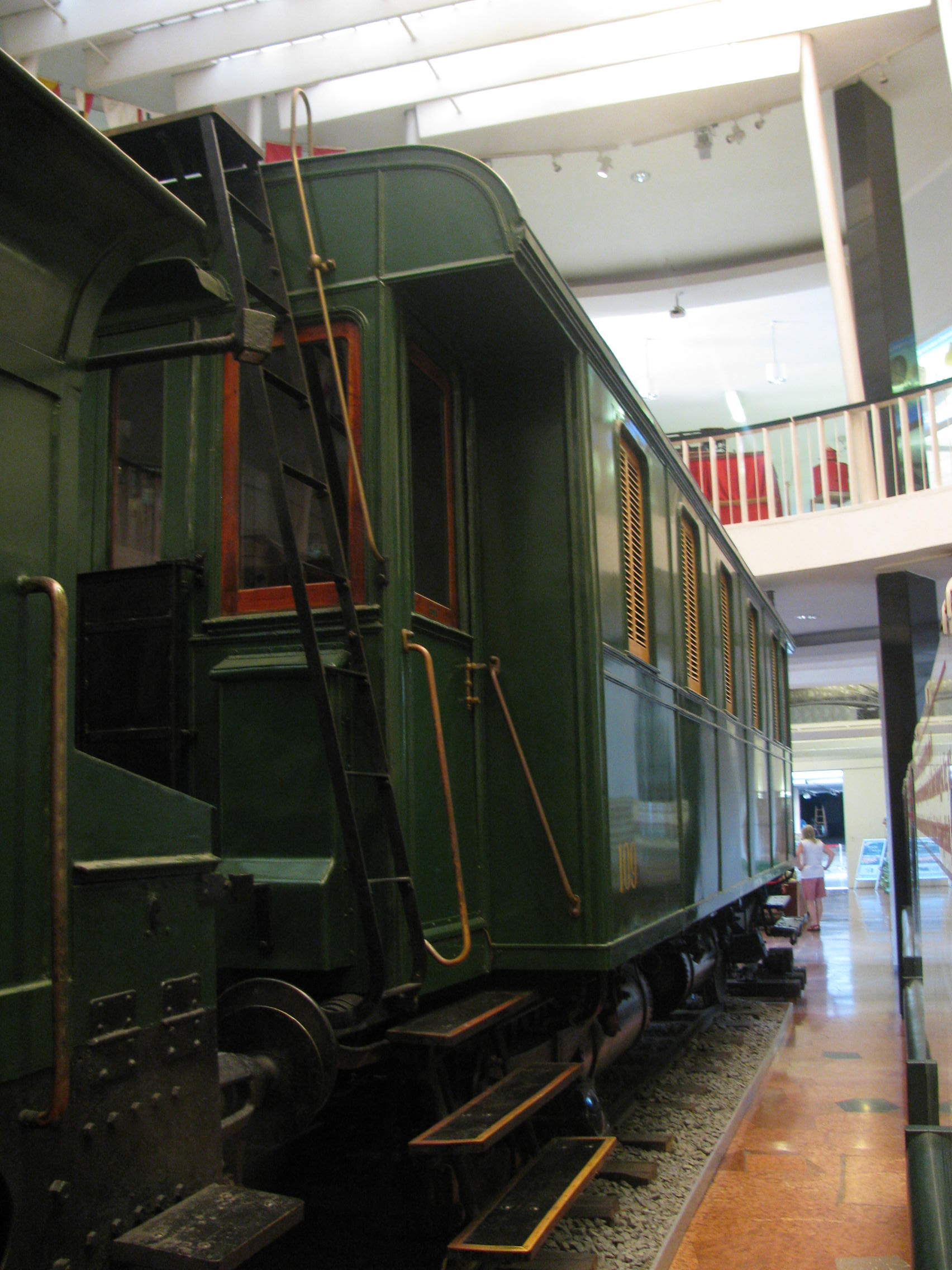
Salonwagen 109, ehemaliger Nr. 6 von 1884

1884 lieferte die renommierte Waggonfabrik Ringhoffer in Prag-Smíchov einen 13-teiligen Hofzug nach Ungarn, der bei den Ungarischen Staatsbahnen (MÁV) eingestellt wurde. 
Sämtliche Fahrzeuge dieser grün lackierten Garnitur waren dreiachsig und mit einheitlichen Dimensionen (LüP 10.900 mm) ausgeführt. Die Innenausstattung im Stil des Historismus war von dunklen Hölzern und grünen Stoffen geprägt und basierte auf Entwürfen von Jiří Stibral (1859–1939), der auch für andere Salonwagen aus dem Hause Ringhoffer verantwortlich zeigte. Die Stoffe für Tapeten und Bezüge wurden von Philip Haas & Söhne geliefert. Ursprünglich war außen eine blaue Farbgebung geplant.
Er bestand aus:
- Salonwagen des Königs MÁV Nr. 2
- Schlafwagen des Kronprinzenpaares MÁV Nr. 3
- Speisewagen MÁV Nr. 4
- Salonwagen des Kronprinzenpaares MÁV Nr. 5
- Hofsuite-Salonwagen MÁV Nr. 6 und 7
- Hofsuite-Schlafwagen MÁV Nr. 8 und 9
- Schlafwagen für die Dienerschaft MÁV Nr. 10 und 11
- Küchenwagen MÁV Nr. 12 und 13
- Hofzug-Gepäckwagen MÁV Nr. 14[1]

Der Hofsuite-Salonwagen Nr. 6 dieses ersten Hofzuges diente ab 1911 als Dienst-Salonwagen dem Generaldirektor der MÁV. Er wurde 1925 zu einem Zweiachser umgebaut und steht heute im Verkehrsmuseum in Budapest.

## Zweiter Hofzug 1896

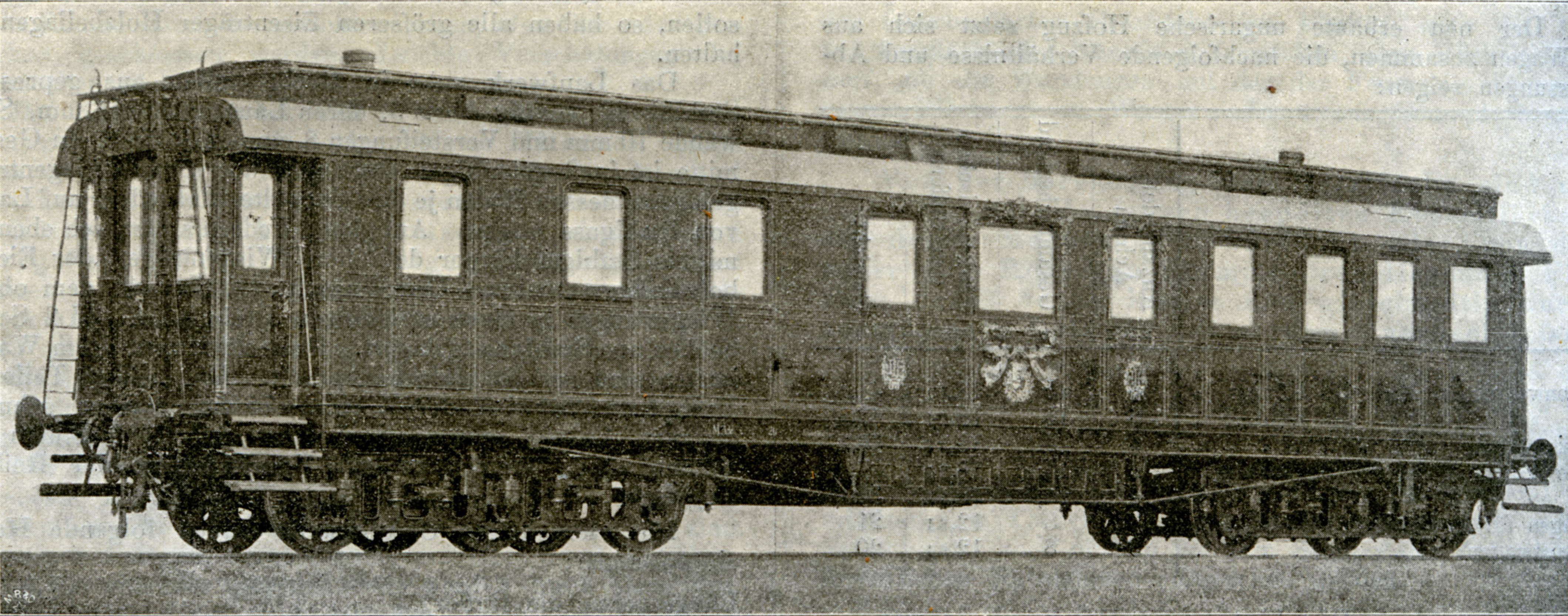
Salonwagen des Königs

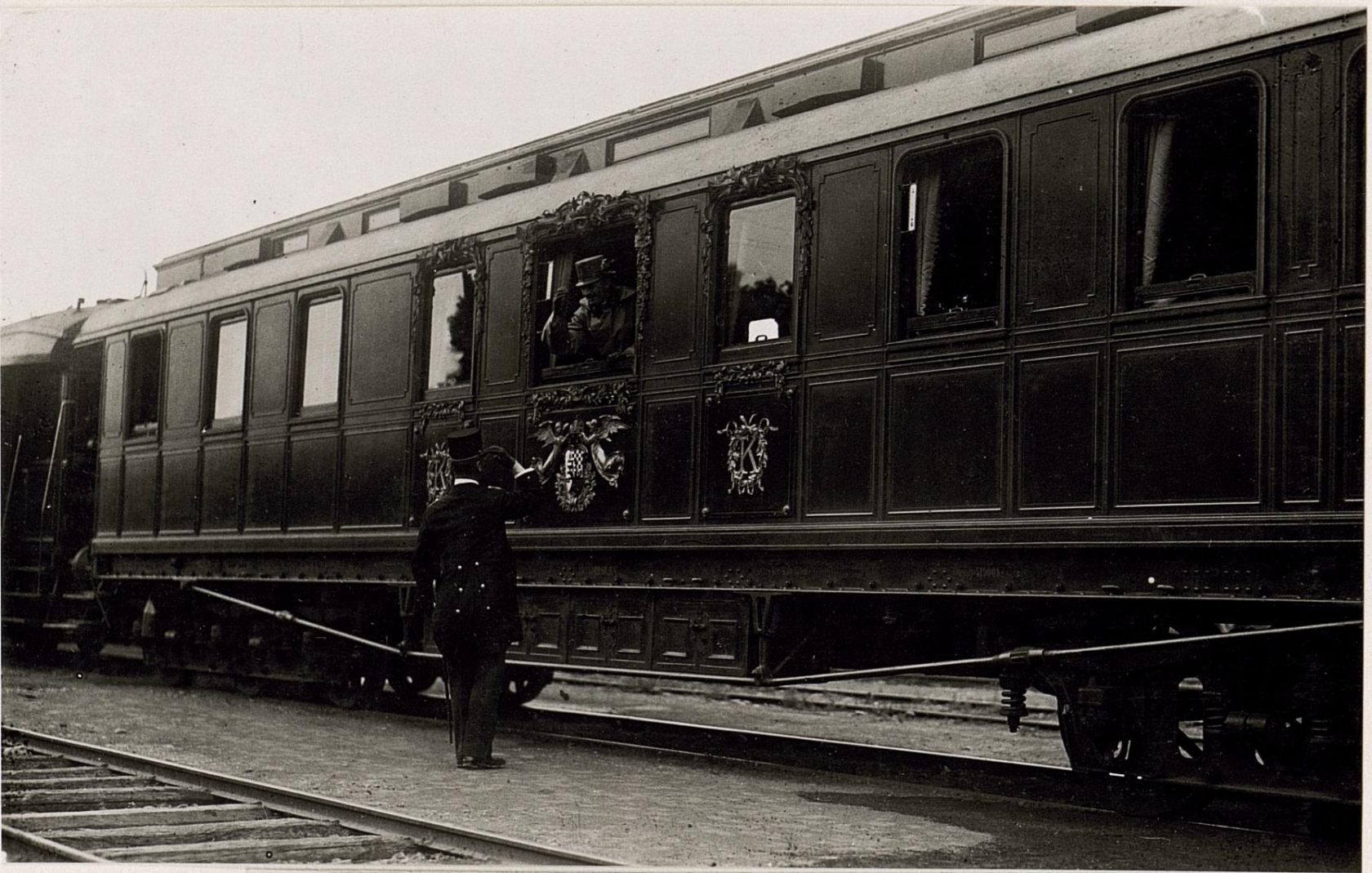
König IV. Károly im Salonwagen des Hofzuges in Bystrice

Aus Anlass der Millenniumsfeiern 1896 spendierte das Königreich Ungarn seinem Herrscher einen prunkvollen neuen Hofzug, der zugleich als Aushängeschild der ungarischen Waggonbau-Industrie dienen sollte. Er wurde von Ganz & Co. in Budapest gebaut.

### Zusammensetzung

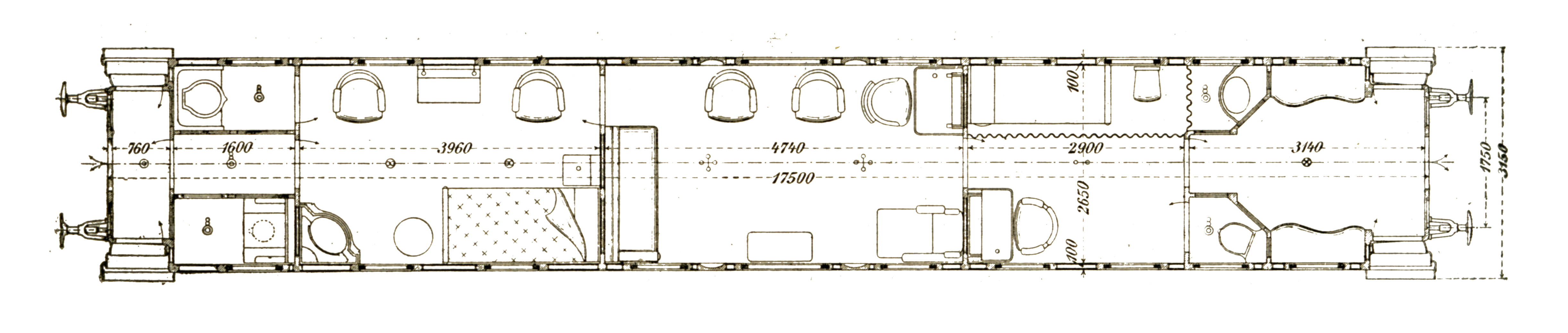
Salonwagen für König Ferencz József

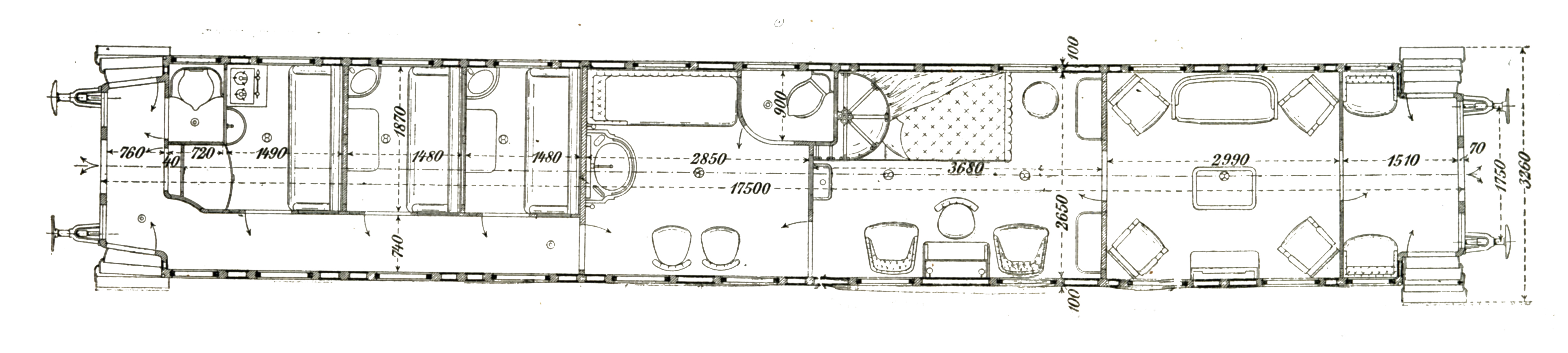
Salonwagen für Königin Erzsébet

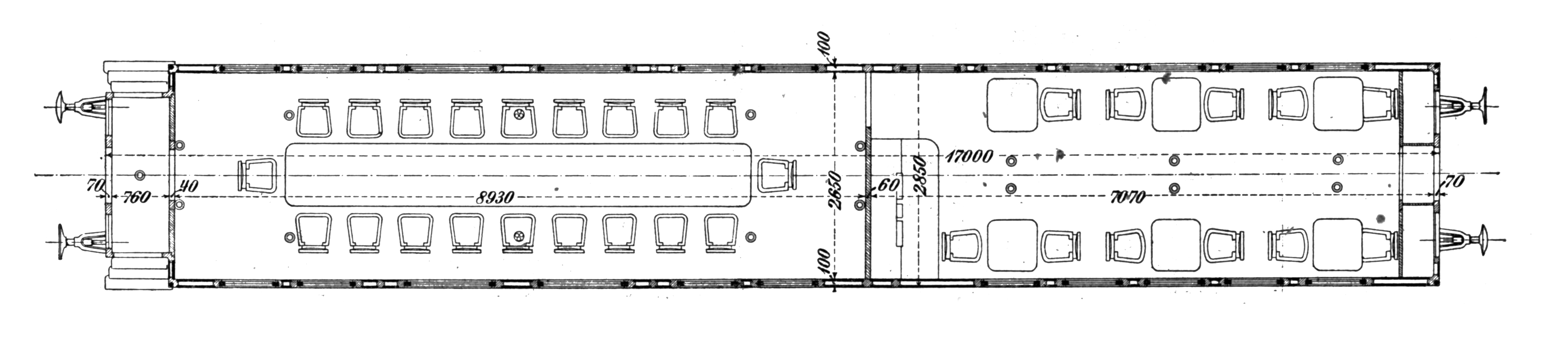
Hofzug-Speisewagen

Der Hofzug bestand aus folgenden Fahrzeugen:
- sechsachsiger Salonwagen des Königs, 18,71 m (Länge über Puffer) / 17,48 m (Länge ohne Puffer), 41,9 t[4]
- sechsachsiger Salonwagen der Königin, 18,71 m (Länge über Puffer) / 17,48 m (Länge ohne Puffer), 42,5 t[5]
- vierachsiger Hofspeisewagen, 18,21 m (Länge über Puffer) / 16,98 m (Länge ohne Puffer), 36,2 t
- vierachsiger Salonwagen A für die Begleitung, 18,21 m (Länge über Puffer) / 16,98 m (Länge ohne Puffer), 37,4 t. Der Wagen enthielt eine Reihe von Schlafwagenabteilen und einen Salon.[6]
- vierachsiger Salonwagen B für die Begleitung, 18,21 m (Länge über Puffer) / 16,98 m (Länge ohne Puffer), 38,1 t. Der Wagen enthielt eine Reihe von Schlafwagenabteilen und einen Salon.[7]
- dreiachsiger Wagen für Bedienstete, 12,61 m (Länge über Puffer) / 11,38 m (Länge ohne Puffer), 21 t. Im Wagen befanden sich ein Abteil für den Hofeisenbahndirektor, zwei Voll- und drei Halbabteile.[8]
- dreiachsiger Dienstwagen, 12,61 m (Länge über Puffer) / 11,38 m (Länge ohne Puffer), 20 t. Im Wagen befanden sich das Dienstabteil für den Hofeisenbahndirektor, ein weiteres Vollabteil, ein Dienstraum für die Schaffner und ein Gepäckraum.[9]

Im Betrieb dürfte nach den damals geltenden Standards zwischen Lokomotive und Hofzug noch ein Schutzwagen eingestellt worden sein, in der Regel war das ein Packwagen.

### Technische Ausstattung
Die mit Sprengwerken versteiften Untergestelle bestanden bei allen Wagen aus Eisen, in die Sechs- und Vierachser wurden zudem zur Lärmdämmung Holzteile eingebaut. Sämtliche Wagen waren mit einer elektrischen Signaleinrichtung nach dem System Rayl, Prudhomme und Kohn ausgerüstet. Mit Ausnahme der beiden Königswagen, die ungebremst waren, besaßen alle Fahrzeuge die in Ungarn standardmäßig angewendete Westinghouse-Druckluftbremse sowie die Hardy-Vakuumbremse und eine Spindelhandbremse. Der ganze Zug wurde mit elektrischen Glühlampen beleuchtet, die von Akkumulatoren gespeist wurden. Die sechs- und vierachsigen Wagen besaßen Akkus mit 16, die dreiachsigen Wagen mit 8 Zellen. Die Akkus waren so ausgelegt, dass sie den Zug 40 Stunden lang beleuchten konnten. Sicherheitshalber war aber auch noch eine Notbeleuchtung mit Kerzen möglich.
Die Wagenkästen bestanden aus Eichen- gefertigt, die Dachkonstruktion – um Gewicht zu sparen – aus und Pitchpine-Holz. Außen waren die Fahrzeuge mit Blech verkleidet, das Dach war mit feuerfester Leinwand bedeckt. Die Hohlräume zwischen den Wänden waren zur Lärm- und Wärmedämmung mit getränkten Papierschnitzeln gefüllt und die Dachhohlräume mit einer Asbestleinwand ausgefüllt. Die Fußböden trugen zur Schalldämpfung einen Belag aus 4 mm starken Bleiplatten, darüber war ein starker Filz- und Linoleumbelag aufgebracht sowie ein geknüpfter Teppich. Die Wagen liefen auf Drehgestellen aus gepresstem Blech, die Dreiachser besaßen freie Lenkachsen. Die Wagenprofile waren so angelegt, dass alle Bahnen „des europäischen Festlandes“ befahren werden konnten.
Die Wagen waren dunkelgrün mit hellgrünen Zierlinien lackiert und besaßen goldenen Verzierungen, das Dach war weiß gestrichen. Der Wagen des Königs trug bei festlichen Anlässen an den drei mittleren Fenstern der Seitenwände ein abnehmbares großes ungarisches Reichswappen sowie goldene Fensterrahmungen und Lorbeergewinde mit dem Namenszug des Königs. Die Fenster sämtlicher Wagen waren doppelt ausgeführt, die Fenster im Schlafraum des Königs besaßen zudem Schutzblenden aus Blech, die mit abgeheftetem Tuch bespannt waren. Alle Fenstern besaßen zudem federnde Rollos.

### Innenausstattung

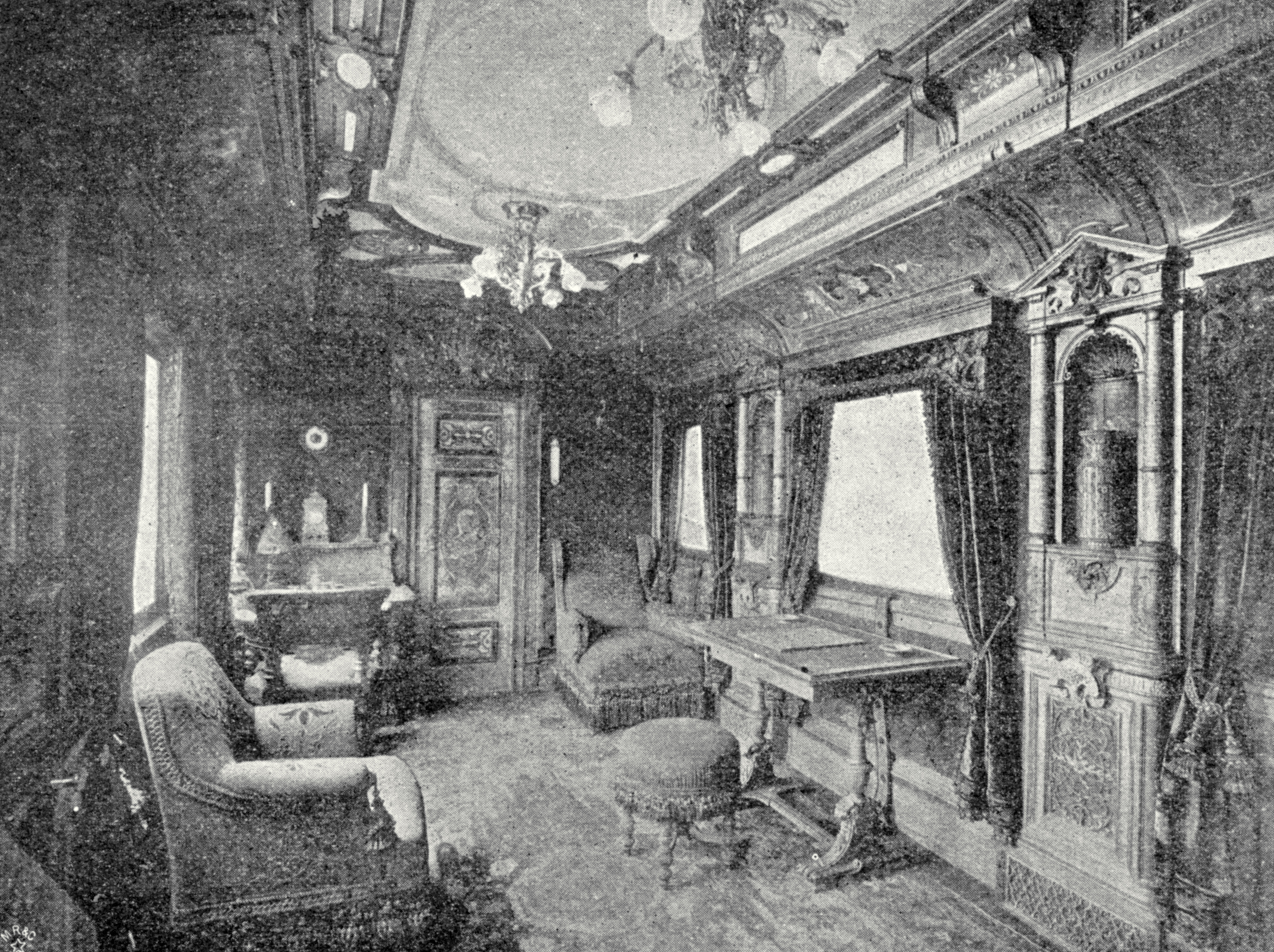
Salon für den König

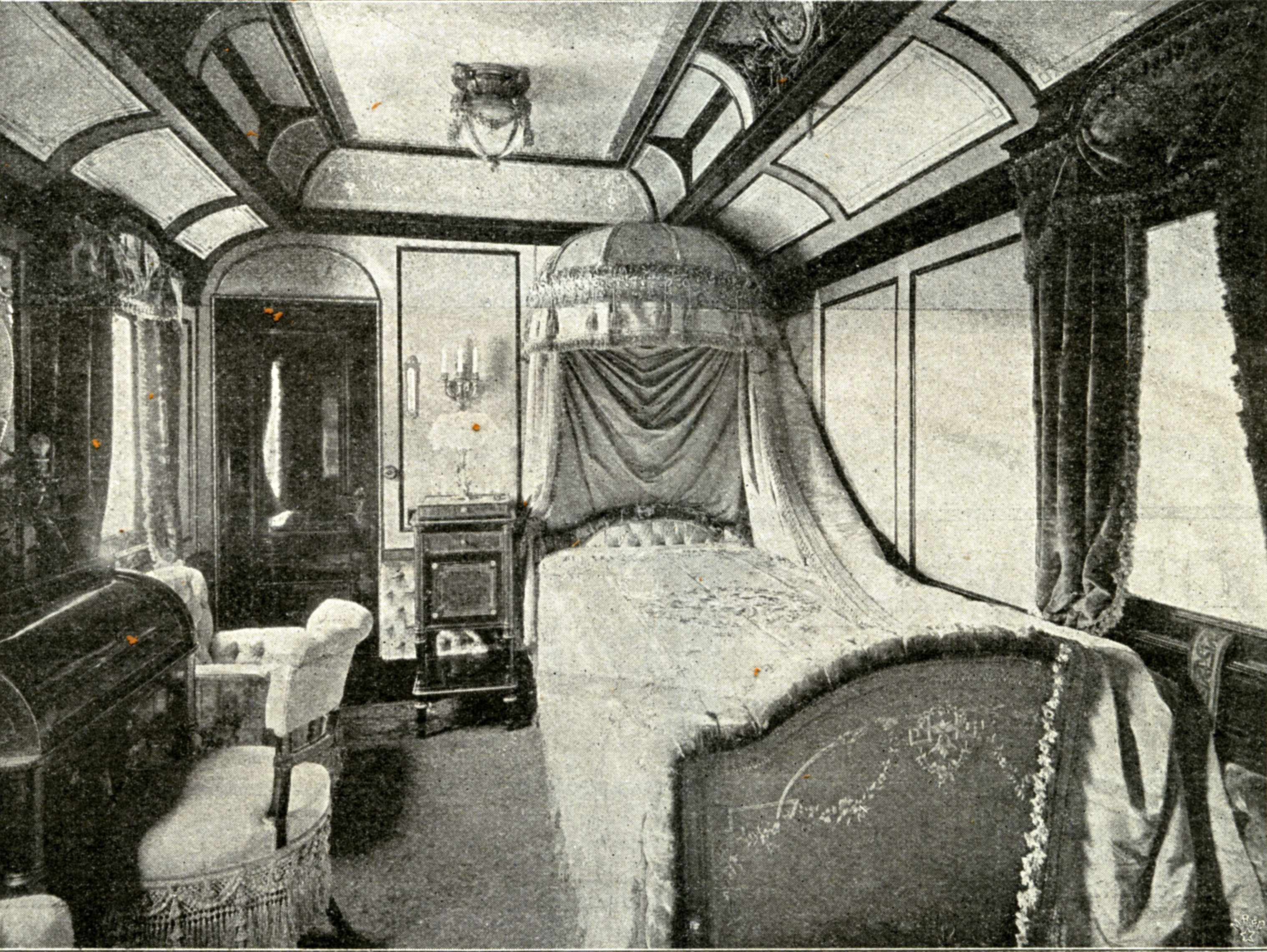
Schlafraum im Salonwagen der Königin

Die Fahrzeuge waren im Inneren dem Zeitgeist entsprechend verschwenderisch-überladen ausgestattet, die Innenausstattung wurde vom böhmischen Architekten Jiří Stibral entworfen, der 1909 auch die Inneneinrichtung des Salonwagens Sa 22 von Erzherzog Franz Ferdinand gestaltete. Bei der Ausstattung überwogen dunkle Hölzer und grüne Tapeterien, nur der Salonwagen der Königin war mit Mahagoni und stahlblauen Stoffen im Stil Louis XVI. eher hell ausgestattet. Bei allen anderen Wagen kamen vorwiegend ungarisches Nussholz und üppige Formen im Stil der Italienischen Renaissance zum Einsatz. In den Haupträumen wurden Intarsien mit eingelegten kostbaren Hölzern und edlen Stoffen verwendet, dazu kamen im ganzen Zug traditionelle ungarische Motive in Form von Stickereien. Die Heiz- und Lüftungsöffnungen waren mit handgeschmiedeten und vergoldeten Bronzegittern abgedeckt.
Der Hofzug-Speisewagen bot insgesamt 20 Personen Platz und besaß eine Dekoration mit handgeschnittenen braunen Lederintarsien. In den Vorräumen, Korridoren und WCs waren die Wände mit braunem Leder (teilweise mit Intarsienarbeiten) gestaltet.
Sämtliche Wagen besaßen geschlossene Faltenbalg-Übergänge. Die Dampfheizung konnte so reguliert werden, dass sowohl der ganze Wagen oder nur einzelne Heizkörper mit Dampf beschickt wurden. Die Frischluft von außen wurde so zugeführt, dass sie erst an den Heizkörpern vorbeiströmte, bevor sie in die Innenräume gelangte. In den Salonwagen des Königs und der Königin befanden sich sogenannte „elektrische Alarmthermometer“, die im Dienerabteil ein Glockenzeichen abgaben, wenn die Temperatur in den allerhöchsten Abteilen eine zulässige Grenze über- oder unterschritt. Gleichzeitig zeigte ein hervorspringendes Täfelchen an, ob die Grenze nach oben oder nach unten überschritten wurde und in welchem Raum.

## Einsatz und Verbleib
König Franz Joseph I. soll den Zug nur wenig verwendet haben, er nutzte auch für Fahrten in Ungarn angeblich meist den österreichischen k.u.k Hofsalonzug. Nach anderen Quellen soll er in Ungarn wiederum ausschließlich den ungarischen Hofzug verwendet haben und bereits bei der Abfahrt in Wien die ungarische Uniform angelegt haben.
Zur Zeit Kaiser Karls I. (ungarisch: IV. Károly) lief mindestens ein ungarischer Hofzug-Wagen in der Garnitur des kaiserlichen Hofzuges, fotografisch belegt ist der sechsachsige Königswagen. Laut Winkler gewährten die Bahnverwaltungen dem Hof einen Rabatt von 50 %, die Fahrtkosten richteten sich nach der Anzahl der Achsen und wurden vom Obersthofmeisteramt beglichen.
Über den Verbleib dieses zweiten ungarischen Hofzuges ist nichts bekannt, er dürfte in den Wirren der Revolution 1918/20 als Beute nach Rumänien abgeführt worden sein. Bei seinem zweiten Restaurierungsversuch 1921 reiste König Karl lediglich in einfachen Personenwagen.